# ¡¡Que corra la voz!!
¡¡Que corra la voz!! è il quinto album del gruppo ska punk spagnolo Ska-P, pubblicato dalla RCA nel 2002.

## Tracce
Testi e musiche di Pulpul - Ska-P.
1. Estampida – 3:23
2. Consumo gusto – 3:58
3. Welcome to Hell – 4:11
4. Casposos – 4:59
5. El niño soldado – 3:41
6. Intifada – 3:35
7. McDóllar – 3:58
8. Solamente por pensar – 3:22
9. Insensibilidad – 4:36
10. Esquirol – 3:38
11. El olvidado – 3:29
12. Mis colegas – 4:11

Durata totale: 47:01

## Formazione
- Pulpul (Roberto Gañan Ojea) - voce, chitarra
- Joxemi (Jose Miguel Redin Redin) - chitarra, voce
- Julio  (Julio Cesar Sanchez) - basso, voce
- Kogote (Alberto Javier Amado) - tastiere, voce
- Luismi - batteria, percussioni
- Pipi (Ricardo Degaldo de la Obra) - voce, showman